# 再統合戦争
再統合戦争（さいとうごうせんそう、仏: Guerre des Réunions, 西: Guerra de las Reuniones, 独: Reunionskrieg, 英: War of the Reunions, 1683年 - 1684年）は、フランス王国とスペイン王国およびその同盟国の間で戦われた戦争。フランスが勝利した。

## 前史
1648年のヴェストファーレン条約、1668年のアーヘンの和約、1678年のナイメーヘンの和約でフランスはいくつかの都市を獲得した。当時の慣習では、都市が割譲されるときは食糧の生産などに事欠かないよう周辺地域を含むとされた。しかし、周辺地域の境界は曖昧な場合が多い。その曖昧さに目を付けたフランス王ルイ14世は統合法廷を設立して、いずれの土地がフランス領土たるべきかを調査するよう指示した。統合法廷は割譲地の周辺地域を「その付属物」であると判決を出し、その決定に従ってフランス軍がその土地を占領してしまった。フランスがこの判決で得た領地はそのほとんどが重要性の小さい村だったため、このときは反対の声があまり上がらなかった。
これらの土地は主にスペイン領ネーデルラントや神聖ローマ帝国領のアルザスに位置し、ストラスブールとルクセンブルク市も含む。ストラスブールは条約ではその独立と中立を保障されていたが、ルイ14世はストラスブールが独立を維持しているかぎりアルザスの安全は保障されないと強く信じていた。実際、直近の仏蘭戦争ではストラスブールが神聖ローマ帝国からフランスへの侵攻の経路として皇帝軍が3回も通った。ルクセンブルクもフランスがスペイン領ネーデルラントから得た領土の安全保障を脅かしていた。1681年、ルイ14世はルイ・フランソワ・ド・ブーフレールに命じてルクセンブルクを包囲する一方、自ら軍を率いてストラスブールに侵攻し、同年9月30日に入城した（ストラスブールの降伏）。
神聖ローマ帝国は反撃に出ようとしたが、その前に大トルコ戦争が勃発し、帝国の東部がオスマン帝国の厳しい侵攻にさらされた。ルイ14世も帝国がトルコ人に攻撃されている間に帝国を攻めるのは不義だと感じ、1682年3月にルクセンブルクの包囲軍を撤収させた。1683年9月12日、第二次ウィーン包囲が失敗に終わり、トルコ軍が撃退された。

## 経過
帝国の最大の危機であったウィーン包囲を解いたことで、ハプスブルク家は西方の侵攻に対処する余裕を得た。ルイ14世は再びルクセンブルクを包囲したが、ルクセンブルクは陥落の気配を見せず、復讐を目論むスペインは1683年10月26日にフランスに宣戦した。11月3日、ユミエール公爵はコルトレイクを包囲し、3日で降伏させ、続いて10日にディクスモイデを占領した。
一方、フランソワ・ド・クレキは12月22日から5日連続でルクセンブルクを砲撃した。ルクセンブルクは防衛を整えたが、クレキはさっさと撤退、攻城戦の専門家ヴォーバンを連れて翌年4月29日にルクセンブルクを再び包囲した。ルクセンブルク側の軍勢は2,500人しかなく、1か月耐えた末6月3日に降伏した。
ジェノヴァ共和国はそれまでスペインと緊密な同盟関係を維持し、16世紀以降はスペインに軍資金を貸し続けた。しかし、再統合戦争ではその役割が限られたものとなり、スペインにジェノヴァの領土での徴兵権を認め、ガレオン船を数隻提供した程度である。ルイ14世はスペインに協力したジェノヴァには罰が必要だと考え、アブラハム・デュケーヌ提督に出撃させ、1684年5月5日から3週間にわたってジェノヴァを砲撃した。ジェノヴァは辛うじて上陸軍を撃退したが、フランス軍が撤退する頃にはジェノヴァ市の大半が破壊された。

## 終結
スペイン軍とフランス軍の戦闘は8月15日にレーゲンスブルクの和約が結ばれるまで続いた。両国は20年間停戦し、フランスは戦争中に占領したストラスブールやルクセンブルクなどすべての領土を保持した。またイングランド王チャールズ2世に領土問題の仲介を依頼した。
この条約はすぐ骨抜きになった。チャールズ2世は条約締結の半年後に亡くなり、イングランドは内政問題でつまづき仲介どころではなくなった。停戦も長続きせず、1688年には大同盟戦争が勃発し、フランスとスペインがまたもや敵対した。さらに領土割譲も1697年のレイスウェイク条約で取り消され、ここに和約の内容が全て取り消された。